# كيشور تي
كيشور تي (بالإنجليزية: Kishore Te.)‏ هو مونتير هندي، ولد في 24 مارس 1978 في Valavanur ‏ في الهند، وتوفي في 6 مارس 2015 في تشيناي في الهند.

## وصلات خارجية
- كيشور تي على موقع IMDb (الإنجليزية)
- كيشور تي على موقع قاعدة بيانات الفيلم (الإنجليزية)